# انرژی‌های تجدیدپذیر در کانادا

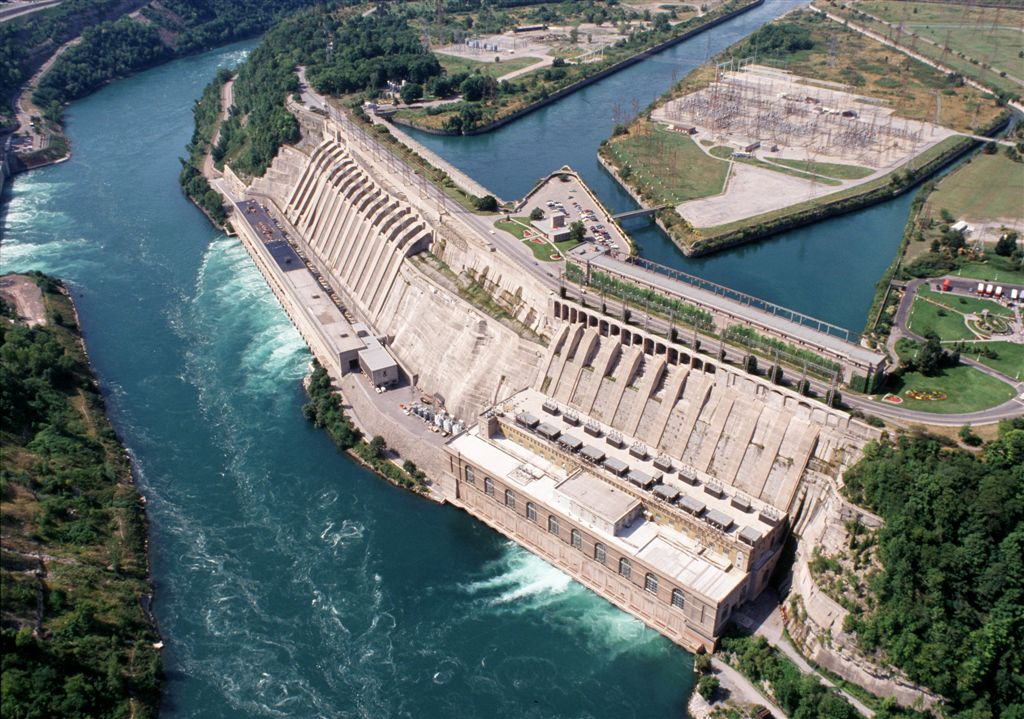
ایستگاه‌های تولید برق آبی سر آدام بک، انتاریو

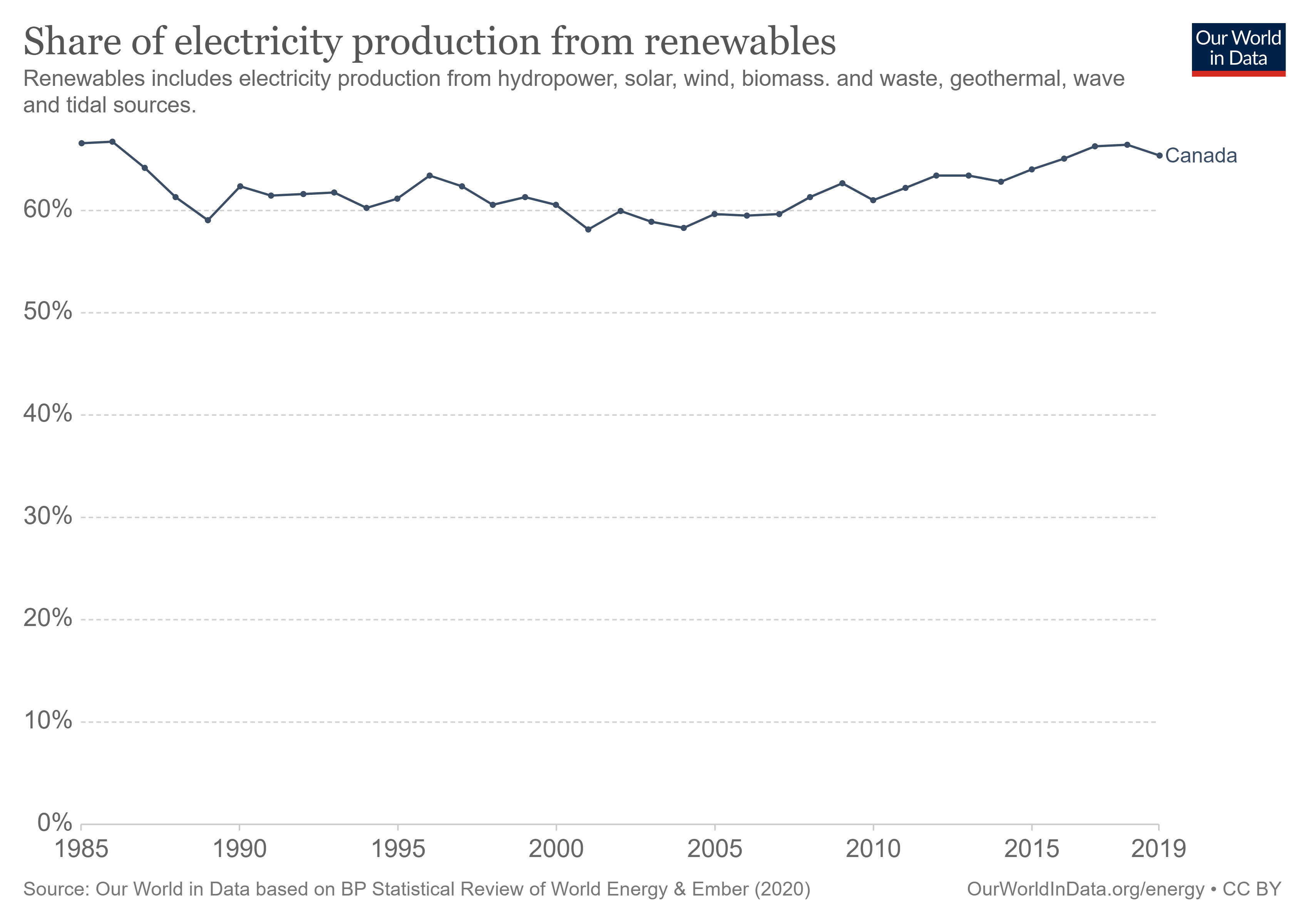
نسبت تولید برق از منابع تجدیدپذیر در کانادا از ۱۹۸۵ تا ۲۰۱۹

انرژی‌های تجدیدپذیر در کانادا در سال ۲۰۲۰، معادل ۱۷٫۳٪ از کل عرضه انرژی (TES) را تشکیل می‌دادند، که پس از گاز طبیعی با ۳۹٫۱٪ و نفت با ۳۲٫۷٪ از کل عرضه انرژی قرار گرفت.
در سال ۲۰۲۰، کانادا به میزان ۴۳۵ تراوات‌ساعت (TWh) برق از منابع تجدیدپذیر تولید کرد که ۶۸٪ از کل تولید برق کشور را شامل می‌شد. برق آبی منبع اصلی بود و ۶۰٪ از ترکیب تولید برق را تشکیل داد. در دهه گذشته، تولید برق از انرژی باد و خورشیدی در کانادا رشد قابل توجهی داشته است. انرژی بادی چهار برابر شده و به ۳۶ تراوات‌ساعت رسید که ۵٫۶٪ از تولید برق سال ۲۰۲۰ را تشکیل می‌دهد. تولید برق خورشیدی از ۰٫۳ تراوات‌ساعت در سال ۲۰۱۰ به ۴٫۳ تراوات‌ساعت در سال ۲۰۲۰ افزایش یافته است و سهمی معادل ۰٫۷٪ دارد. زیست‌انرژی، عمدتاً از زیست‌توده جامد، ۱۱٪ رشد داشته و ۱٫۶٪ از تولید برق سال ۲۰۲۰ را تشکیل می‌دهد. تا سال ۲۰۲۱، کانادا چهارمین تولیدکننده بزرگ برق آبی جهان از نظر ظرفیت بوده است.
از سال ۲۰۱۰ تا ۲۰۱۷، نرخ رشد بخش فناوری‌های زیست‌محیطی و پاک (ECT) یک سوم بیشتر از کل اقتصاد کانادا بوده است. بر اساس برنامه انرژی پاک کانادا در دانشگاه سایمون فریزر، تا ژوئن ۲۰۲۰، این بخش ۴۳۰٬۵۰۰ نفر نیروی کار در سراسر کانادا به کار گرفته بود.
در کانادا، انرژی‌های تجدیدپذیر شامل منابع زیر هستند:
1. انرژی آبی (هیدروالکتریک) – بزرگ‌ترین منبع انرژی تجدیدپذیر در کانادا، تأمین‌کننده بیش از ۵۰٪ برق کشور.
2. انرژی بادی – دومین منبع تجدیدپذیر پرکاربرد، به‌ویژه در استان‌های اونتاریو، کبک و آلبرتا.
3. انرژی خورشیدی – انرژی خورشیدی به ویژه در استان‌های با تابش بیشتر خورشید مانند جنوب اونتاریو و آلبرتا مورد استفاده است.
4. زیست‌توده (Biomass) – استفاده از چوب، پسماندهای کشاورزی و صنعتی برای تولید برق و گرما، به‌ویژه در مناطق روستایی و شمالی.
5. زمین‌گرمایی (Geothermal) – پتانسیل زیادی دارد اما فعلاً کمتر توسعه یافته است.

## مروری کلی
بر اساس سند سال ۲۰۱۷ Natural Resources Canada (NRCAN)، انرژی‌های تجدیدپذیر به منابع انرژی گفته می‌شود که به صورت طبیعی و با سرعتی برابر یا سریع‌تر از میزان مصرف، تجدید می‌شوند. مجموعه‌ای از تکنولوژی‌ها و تجهیزات در بخش فناوری‌های زیست‌محیطی و پاک (ECT) برای بهره‌برداری از منابع تجدیدپذیر جهت تولید انرژی توسعه یافته و به کار گرفته شده‌اند.
| ۲۰۱۴   | ۲۰۱۵   | ۲۰۱۶   | ۲۰۱۷   | ۲۰۱۸    | ۲۰۱۹    | ۲۰۲۰    | ۲۰۲۱    | ۲۰۲۲    | ۲۰۲۳    | ۲۰۲۴    |
| ۸۹٬۷۷۳ | ۹۵٬۹۷۳ | ۹۷٬۸۸۱ | ۹۹٬۱۳۱ | ۱۰۰٬۷۴۳ | ۱۰۱٬۳۲۸ | ۱۰۱٬۸۱۲ | ۱۰۳٬۸۰۸ | ۱۰۶٬۳۵۹ | ۱۰۸٬۸۲۶ | ۱۱۰٬۴۷۰ |

روزنامه The Daily در سال ۲۰۱۷ گزارش داد که فروش قوی فناوری‌ها و تجهیزات انرژی‌های تجدیدپذیر نشان‌دهنده تغییرات کانادا به سوی اقتصاد کم‌کربن است. شرکت‌های فعال در پروژه‌های تولید برق بادی، خورشیدی و آبی، درآمدی معادل ۱٫۳ میلیارد دلار داشتند که ۳۸٪ از کل فروش بخش ECT را تشکیل می‌داد.
در ژوئن ۲۰۲۱، دولت فدرال برنامه‌ای با سرمایه‌گذاری ۹۶۴ میلیون دلار در حوزه فناوری‌های زیست‌محیطی و پاک (ECT) به شکل پروژه‌های «باد، خورشیدی، ذخیره‌سازی، آبی، زمین‌گرمایی، جزر و مدی» و سایر انرژی‌های تجدیدپذیر برای کاهش انتشار گازهای گلخانه‌ای اجرا کرد.
سیاست‌مداران تمایل به افزایش درصد برق تولیدی کانادا از روش‌های تجدیدپذیر دارند. استان انتاریو یارانه‌ای برای حمایت از تولیدکنندگان برق بادی و خورشیدی ایجاد کرده است.
تمام فعالیت‌های مرتبط با فناوری‌های زیست‌محیطی و پاک (ECT) در سال ۲۰۱۶، معادل ۳٫۱٪ یا ۵۹٫۳ میلیارد دلار از تولید ناخالص داخلی کانادا را تشکیل دادند که نسبت به ۳٫۰٪ در سال ۲۰۰۷ افزایش یافته است.

## بخش فناوری محیط‌زیست و فناوری پاک
بخش فناوری محیط‌زیست و فناوری پاک (ECT) شامل کالاها و خدماتی است که اثرات زیست‌محیطی را کاهش می‌دهند، مانند انرژی‌های تجدیدپذیر، برق پاک از انرژی باد، انرژی خورشیدی و سایر منابع تجدیدپذیر، تولید برق از منابع هسته‌ای، سوخت‌های زیستی، مدیریت پسماند و خدمات پاک‌سازی. نمونه‌هایی شامل طراحی و ساخت سازه‌های با بازده انرژی بالا و تولید پنل‌های خورشیدی است، و صنعت «تبدیل پسماندهای شهری به انرژی» کبک.: ۱۰ 
در سال ۲۰۱۹، ارزش بخش محصولات فناوری محیط‌زیست و فناوری پاک کانادا ۷۰٫۵ میلیارد دلار بود، در حالی که این رقم در سال ۲۰۱۶ برابر با ۵۹٫۳ میلیارد دلار بود، که معادل ۳٪ از تولید ناخالص داخلی کانادا است. از ۲۰۱۰ تا ۲۰۱۷، این بخش نرخ رشد یک‌سوم بیشتر از میانگین اقتصاد کشور را تجربه کرد. بخش محصولات فناوری محیط‌زیست و فناوری پاک در بازه ۲۰۱۸ تا ۲۰۱۹، رشد ۳٫۵٪ در تولید ناخالص داخلی داشت.
تمام فعالیت‌های مرتبط با فناوری محیط‌زیست و فناوری پاک (ECT) در سال ۲۰۱۶، ۳٫۱٪ یا ۵۹٫۳ میلیارد دلار از تولید ناخالص داخلی کانادا را به خود اختصاص دادند که نسبت به ۳٫۰٪ در سال ۲۰۰۷ افزایش یافته است.
برنامه انرژی پاک دانشگاه سایمون فریزر گزارش داده است که در سال ۲۰۲۰، تعداد مشاغل بخش ECT در کانادا به ۴۳۰٬۵۰۰ مورد رسید.
در سال ۲۰۱۹، تعداد مشاغل بخش ECT در کانادا ۳۳۹٬۰۰۰ مورد بود که معادل ۱٫۷٪ از کل مشاغل بود. شصت درصد از کارکنان بخش ECT حداقل دارای دیپلم دبیرستان، حدود ۲۵٪ دارای مدرک کالج و حدود ۲۰٪ دارای مدرک دانشگاهی بودند. بیش از ۹۰٪ مشاغل در این بخش تمام‌وقت بودند.
در کانادا و ایالات متحده، کارکنان انرژی پاک معمولاً درآمدی بالاتر از میانه ملی دارند.: ۱۰  در سال ۲۰۱۹، مردان شاغل در موقعیت‌های اداری و نظارتی بخش ECT در کانادا به‌طور میانگین سالانه ۹۳٬۲۹۴ دلار درآمد داشتند؛ در حالی که زنان کمتر، یعنی ۶۴٬۳۶۳ دلار، درآمد داشتند. میانگین درآمد سالانه در کانادا در سال ۲۰۱۹، ۶۳٬۴۹۰ دلار بود، در حالی که در بخش ECT این رقم ۷۷٬۱۴۴ دلار بود.

### برق‌آبی
در سال ۲۰۱۴، کانادا دارای ۵۴۲ نیروگاه برق‌آبی با ظرفیت نصب شده ۷۸٬۳۵۹ مگاوات بود. برق‌آبی در کانادا در مناطقی که جغرافیا و آب‌نگاری اجازه داده‌اند توسعه یافته است، به‌ویژه در کبک که نیمی از برق‌آبی تولیدی کانادا را تولید می‌کند. با این حال، مسائل زیست‌محیطی و اجتماعی همچنان باقی خواهند ماند مگر آنکه پروژه‌های برق‌آبی پایدار به‌دقت برنامه‌ریزی شوند. برخی نمونه‌های این مسائل شامل راکد شدن آب، مشکلات مهاجرت ماهی‌ها، جابجایی جوامع، از دست رفتن زیستگاه‌ها و احتمال انقراض گونه‌ها است. بین سال‌های ۲۰۰۵ تا ۲۰۱۹ برق‌آبی همچنان رشد انرژی‌های تجدیدپذیر در کانادا را با تولید ۴۰٬۰۰۰ گیگاوات‌ساعت جدید در مقایسه با مجموع تولید ۳۰٬۰۰۰ گیگاوات‌ساعت باد و خورشیدی هدایت کرد.
کانادا دارای ۸۱ گیگاوات ظرفیت نصب شده برق‌آبی است که در سال ۲۰۱۹، ۴۰۰ تراوات‌ساعت برق تولید کرد. منیتوبا، بریتیش کلمبیا، نیوفاندلند و لابرادور، یوکان و استان کبک بیش از ۹۰٪ برق خود را از برق‌آبی تولید می‌کنند.
| ۲۰۱۴   | ۲۰۱۵   | ۲۰۱۶   | ۲۰۱۷   | ۲۰۱۸   | ۲۰۱۹   | ۲۰۲۰   | ۲۰۲۱   | ۲۰۲۲   | ۲۰۲۳   | ۲۰۲۴   |
| ۷۵٬۴۷۴ | ۷۹٬۴۰۵ | ۸۰٬۳۰۴ | ۸۰٬۸۳۱ | ۸۱٬۵۷۰ | ۸۱٬۵۷۰ | ۸۱٬۳۸۳ | ۸۲٬۳۰۷ | ۸۳٬۳۱۲ | ۸۳٬۳۱۲ | ۸۳٬۴۵۵ |

در سال‌های اخیر، کانادا پروژه‌های مهم برق‌آبی متعددی را در حال راه‌اندازی دارد که انتظار می‌رود تا سال ۲۰۲۴ عملیاتی شوند. از جمله پروژه‌های برجسته می‌توان به پروژه Site C در بریتیش کلمبیا با ظرفیت ۱٬۱۰۰ مگاوات، پروژه مسکرات فالز در لابرادور (۸۲۴ مگاوات)، پروژه کییسک در منیتوبا (۶۹۵ مگاوات) و پروژه La Romaine 4 در کبک (۲۴۵ مگاوات) اشاره کرد. علاوه بر این پروژه‌های بزرگ، پیشرفت‌هایی نیز در زمینه پروژه‌های کوچک‌تر برق‌آبی صورت گرفته است.

### انرژی خورشیدی
سامانه فتوولتایی (PV) تنها ۰٫۵۱٪ از کل تولید انرژی تجدیدپذیر کانادا را تأمین می‌کند، اگرچه این رقم رو به افزایش است و ظرفیت نصب شده کل انرژی خورشیدی در سال ۲۰۱۶ به ۲۶۶۲ مگاوات رسید. پتانسیل انرژی خورشیدی فتوولتایی در سراسر کانادا متفاوت است و بیشترین تابش خورشیدی در قسمت‌های جنوبی مناطق چمن‌زار و کمترین آن در نواحی شمالی و مناطق ساحلی قرار دارد. مزایای استفاده از انرژی خورشیدی شامل نبود انتشار آلاینده‌های زیان‌آور و طول عمر بالای تجهیزات (حدود ۲۵ سال) است. معایب استفاده از انرژی خورشیدی شامل ردپای زیست‌محیطی بالا در مناطق با تابش کمتر که منجر به تخریب زیستگاه‌ها می‌شود و ناتوانی در ذخیره انرژی برای دوره‌های طولانی است. وابستگی به نور خورشید برای تولید برق در مناطق شمالی به‌دلیل کوتاهی ساعات روز و پوشش ابری در زمستان دشوار است. هزینه متوازن استفاده از انرژی خورشیدی در حال حاضر تقریباً ۲۳ سنت به ازای هر کیلووات ساعت است.
کانادای جنوبی منابع فراوانی از انرژی خورشیدی دارد که بیشترین منابع در جنوب ساسکاچوان، آلبرتا، منیتوبا و انتاریو یافت می‌شود.
با ظرفیت نصب شده ۱۲۱۰ مگاوات پیک (MWp) در سال ۲۰۱۳، کانادا در رتبه ۱۵ جهان قرار داشت. انتاریو برنامه‌ای برای کنار گذاشتن زغال‌سنگ و ترویج منابع تجدیدپذیر دارد که منجر به ساخت بسیاری از نیروگاه‌های فتوولتایی در مقیاس صنعتی شده است. نیروگاه ۹۷ مگاواتی نیروگاه فتوولتایی سارنیا واقع در سارنیا، انتاریو، می‌تواند بیش از ۱۲٬۰۰۰ خانه را تأمین برق کند و در اکتبر ۲۰۱۰ بزرگ‌ترین مزرعه خورشیدی جهان بود. نیروگاه‌های دیگر شامل نیروگاه ۲۳٫۴ مگاواتی Arnprior Solar Generating Station و مزرعه خورشیدی ۶۸ مگاواتی در سو سنت‌ماری هستند.
تا سال ۲۰۰۹، کاربردهای اصلی فناوری‌های انرژی خورشیدی در کانادا، سیستم‌های انرژی حرارتی خورشیدی برای گرمایش، آب‌گرم‌کن خورشیدی و خشک کردن محصولات کشاورزی و چوب بود. در سال ۲۰۰۱ بیش از ۱۲٬۰۰۰ سیستم آب‌گرم‌کن خورشیدی مسکونی و ۳۰۰ سیستم خورشیدی تجاری/صنعتی در حال استفاده بودند. این سیستم‌ها در حال حاضر بخش کوچکی از مصرف انرژی کانادا را تشکیل می‌دهند.
| ۲۰۱۴  | ۲۰۱۵  | ۲۰۱۶  | ۲۰۱۷  | ۲۰۱۸  | ۲۰۱۹  | ۲۰۲۰  | ۲۰۲۱  | ۲۰۲۲  | ۲۰۲۳  | ۲۰۲۴  |
| ۲٬۱۰۸ | ۲٬۸۷۷ | ۳٬۰۵۸ | ۳٬۴۱۹ | ۳٬۷۱۹ | ۴٬۰۰۷ | ۴٬۳۷۹ | ۵٬۲۶۱ | ۵٬۴۳۹ | ۵٬۸۸۴ | ۶٬۱۰۵ |

کانادا دارای مناطق گسترده‌ای با جمعیت کم و دورافتاده است. سلول‌های فتوولتائیک (PV) به‌طور فزاینده‌ای به عنوان واحدهای مستقل و عمدتاً برای تولید برق خارج از شبکه جهت تأمین برق خانه‌های دورافتاده، تجهیزات مخابراتی، پایش خطوط لوله نفت و دستگاه‌های ناوبری استفاده می‌شوند. بازار PV کانادا رشد کرده و شرکت‌های کانادایی ماژول‌های خورشیدی، کنترل‌کننده‌ها، پمپ‌های آب تخصصی، یخچال‌های با بازدهی بالا و سیستم‌های روشنایی خورشیدی تولید می‌کنند.
یکی از مهم‌ترین کاربردهای سلول‌های PV در جوامع شمالی است که بسیاری از آنها به دلیل هزینه بالای گازوئیل برای تولید برق وابسته هستند. از دهه ۱۹۷۰ دولت فدرال و صنعت به توسعه فناوری‌های خورشیدی در این جوامع تشویق کرده‌اند. برخی از این تلاش‌ها بر استفاده از سیستم‌های هیبریدی متمرکز بوده که برق را به صورت ۲۴ ساعته تأمین می‌کنند، به طوری که در زمان وجود نور خورشید از انرژی خورشیدی و در مواقع دیگر از منبع انرژی دیگری استفاده می‌شود.
هیئت انرژی ملی کانادا انتظار دارد تا سال ۲۰۴۰، انرژی خورشیدی ۱٫۲٪ و انرژی باد ۹٫۵٪ از برق کشور را تأمین کنند.

## انرژی کشاورزی-خورشیدی در کانادا
انرژی کشاورزی-خورشیدی (Agrivoltaics) در کانادا به عنوان روشی نویدبخش برای ترکیب تولید انرژی خورشیدی با کشاورزی مورد توجه قرار گرفته است. این روش امکان نصب پنل‌های خورشیدی بر روی زمین‌های کشاورزی را بدون توقف رشد محصولات یا چرای دام فراهم می‌کند. این رویکرد راه حلی برای تعارضات استفاده از زمین ارائه می‌دهد و استفاده دوگانه از همان فضا را ممکن می‌سازد.
مطالعات اخیر نشان داده‌اند که نصب پنل‌های خورشیدی تنها بر روی ۱٪ از زمین‌های کشاورزی کانادا می‌تواند بین یک چهارم تا بیش از یک سوم کل نیازهای برق کشور را تأمین کند. استان‌هایی مانند آلبرتا، ساسکاچوان و انتاریو به دلیل داشتن وسعت زیاد زمین‌های کشاورزی و سطوح مناسب تابش نور خورشید، پتانسیل بالایی دارند. انرژی کشاورزی-خورشیدی همچنین اهداف کانادا برای کاهش انتشار گازهای گلخانه‌ای و افزایش استفاده از انرژی‌های تجدیدپذیر را حمایت می‌کند.

### انرژی بادی

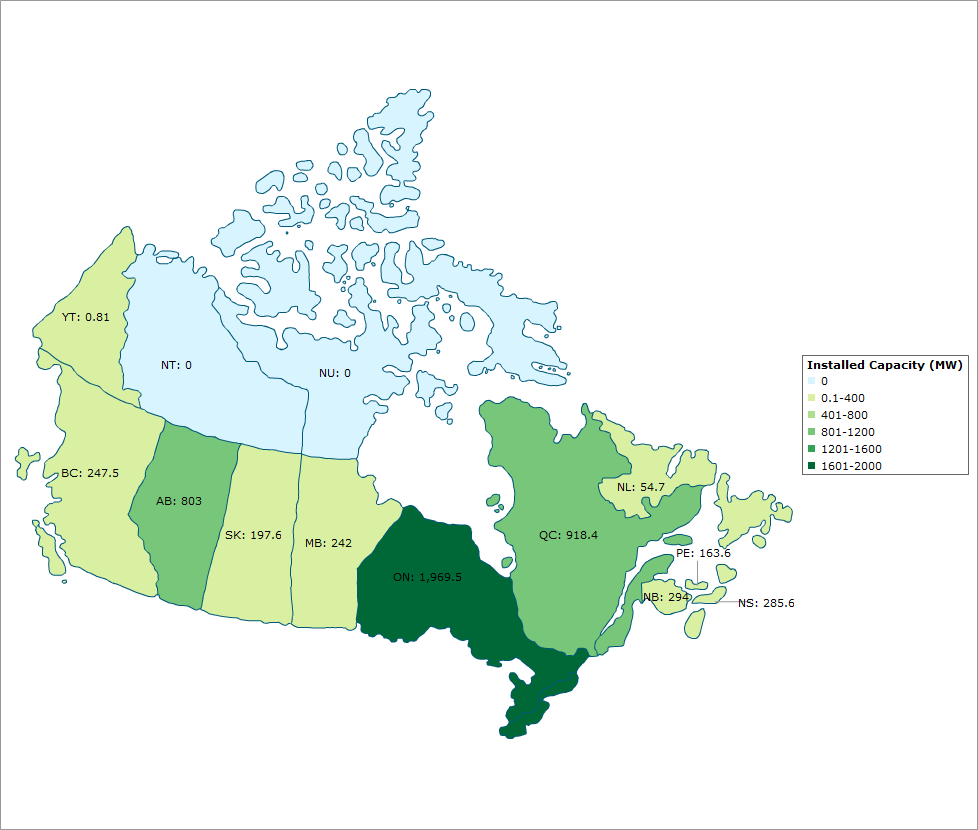
ظرفیت نصب شده انرژی بادی بر حسب استان‌ها (۲۰۱۲)

انرژی بادی حدود ۴٫۶٪ از کل ظرفیت انرژی‌های تجدیدپذیر کانادا را تشکیل می‌دهد و مکان‌های مناسبی برای بهره‌برداری از انرژی باد در سراسر کشور وجود دارد؛ ظرفیت نصب شده انرژی بادی در کانادا برابر با ۱۲٬۲۳۹ مگاوات است. تولید انرژی بادی هیچ‌گونه انتشار گاز گلخانه‌ای ندارد و هزینه سوخت آن صفر است. در جوامع دورافتاده کانادا، پروژه‌های سیستم‌های ترکیبی باد-دیزل طی ۲۵ سال گذشته موفقیت محدودی داشته‌اند. این محدودیت عمدتاً به دلیل هزینه‌های بالای نصب، نگهداری و لجستیک حمل و نقل در تأمین برق برای مناطق دورافتاده است. مکان‌های ایده‌آل برای توربین‌ها بر اساس سرعت باد در مناطقی است که ممکن است نزدیک یا دور از خطوط برق محلی باشند. در صورت نبود خطوط انتقال نزدیک، خطوط جدید برای اتصال به شبکه برق محلی لازم است که هزینه کلی را افزایش می‌دهد. هزینه سطحی‌شده انرژی بادی تقریباً ۱۳ سنت به ازای هر کیلووات‌ساعت است.
| ۲۰۱۴  | ۲۰۱۵   | ۲۰۱۶   | ۲۰۱۷   | ۲۰۱۸   | ۲۰۱۹   | ۲۰۲۰   | ۲۰۲۱   | ۲۰۲۲   | ۲۰۲۳   | ۲۰۲۴   |
| ۹٬۶۹۴ | ۱۱٬۲۱۴ | ۱۱٬۹۷۳ | ۱۲٬۲۵۰ | ۱۲٬۸۱۶ | ۱۳٬۲۲۰ | ۱۳٬۵۳۲ | ۱۳٬۷۲۲ | ۱۵٬۰۸۱ | ۱۶٬۹۸۹ | ۱۸٬۳۷۶ |

تا دسامبر ۲۰۱۷، ظرفیت تولید انرژی بادی ۱۲٬۲۵۲ مگاوات بوده که حدود ۶٪ از ظرفیت کل انرژی الکتریکی در کانادا را شامل می‌شود. در سال ۲۰۰۹، انجمن انرژی بادی کانادا، به عنوان گروه فشار صنعت باد، استراتژی آینده‌ای را برای رسیدن به ظرفیت ۵۵ گیگاوات تا سال ۲۰۲۵ تدوین کرد که معادل تأمین ۲۰٪ از نیازهای انرژی کشور است.
مدیرعامل شرکت Greengate Power مستقر در کلگری، دن بالابان، که همچنین یکی از بنیان‌گذاران Business Renewables Centre Canada است، گفته است که کانادا باید سالانه ۵٫۵ گیگاوات ظرفیت جدید باد و خورشیدی بسازد تا به هدف «خنثی‌سازی کربن تا سال ۲۰۵۰» برسد. او در سال ۲۰۲۲ اظهار داشت که کانادا «هنوز به هیچ وجه در مسیر رسیدن به این هدف نیست.» با اطمینان مالی حاصل از قراردادهای آمازون، شرکت Greengate Power دارای بزرگ‌ترین مزرعه بادی کانادا است، به گفته The Narwhal. بادهای مداوم و قوی از دامنه‌های پایکوهی راکی در جنوب غرب آلبرتا باعث می‌شوند توربین‌ها انرژی بیشتری نسبت به سایر مناطق تولید کنند.

### انرژی زمین‌گرمایی
منابع زمین‌گرمایی با دمای پایین می‌توانند برای گرمایش خانگی استفاده شوند، اما برای تولید برق با استفاده از انرژی زمین‌گرمایی، دماهای بسیار بالا (>۱۵۰ درجه سانتی‌گراد) لازم است.
مناطق دارای پتانسیل بیشتر، در غرب و شمال کانادا قرار دارند. اگرچه هزینه‌های بهره‌برداری و نگهداری پایین است، هزینه‌های اولیه سرمایه‌گذاری بالا است، بنابراین تقاضای زیادی برای انرژی تولیدشده لازم است.
اکثر ذخایر پتانسیل‌دار با دمای بالا در کانادا یا فاقد سیال حامل هستند یا نفوذناپذیر بوده و اغلب در مناطق دورافتاده و بدون دسترسی به شبکه برق قرار دارند.
کانادا در حال حاضر ظرفیت نصب شده ۱۶۷ مگاوات برای اهداف گرمایشی دارد. تا سال ۲۰۱۸، هیچ واحد تولید برق زمین‌گرمایی نصب شده‌ای در کانادا وجود نداشت.

### زیست‌انرژی
| استان‌ها               | کل زیست‌توده |
| --------------------- | ----------- |
| نیوفاندلند و لابرادور | ۲۷          |
| جزیره پرنس ادوارد     | ۲           |
| نوا اسکوشیا           | ۶۶          |
| نیوبرانزویک           | ۱۱۳         |
| کبک                   | ۲۰۵         |
| انتاریو               | ۶۸۱         |
| مانیتوبا              | ۵۲          |
| ساسکاچوان             | ۱۶          |
| آلبرتا                | ۵۵          |
| بریتیش کلمبیا         | ۸۲۷         |
| کانادا                | ۲٬۰۴۳       |

زیست‌انرژی منبعی از انرژی تجدیدپذیر است که از مواد آلی مختلفی به نام زیست‌توده استفاده می‌کند. زیست‌توده شامل هر ماده زیستی در حالت مایع، جامد یا گاز است که محصول مستقیم یا غیرمستقیم فتوسنتز باشد.
این مواد شامل: ضایعات چوب، زباله‌های جامد شهری، کودها، مواد کشاورزی، زباله‌های خانگی جداشده و لجن فاضلاب، جریان‌های ضایعات و همچنین مواد باقیمانده در صنایع جنگلداری و مرتبط هستند.
با این حال، رایج‌ترین زیست‌توده استفاده‌شده چوب است؛ ضایعات چوب برای تولید گرما در کارخانه‌ها، ایجاد بخار برای تولید برق و همچنین برای گرمایش آب و فضا استفاده می‌شود.
کانادا در موقعیتی خوش‌شانس قرار دارد، زیرا مقدار زیادی محصول زیست‌توده (عمدتاً از صنعت جنگلداری) در اختیار دارد. این منبع انرژی تجدیدپذیر در صنعت کانادا رو به رشد است و مشاغل جدید متعددی ایجاد کرده تا جایگزین مشاغل سنتی مرتبط با جنگلداری شود.
علاوه بر این، پس از کاهش شدید صنعت کاغذ و خمیر کاغذ در ۲۰ سال گذشته، انرژی زیستی به بخش جدایی‌ناپذیری از بخش انرژی‌های تجدیدپذیر کانادا تبدیل شده است. در سال ۲۰۱۴، کانادا در مجموع ۷۰ نیروگاه انرژی زیستی با ظرفیت ۲۰۴۳ مگاوات (همان‌طور که در جدول زیر آمده است) داشت که تمرکز اصلی بر روی زیست‌توده چوب بود. علاوه بر این، مجموع ۸٫۷ گیگاوات‌ساعت (GWh) برق با استفاده از چوب، پسماند زیست‌تجزیه‌پذیر، پسماند جامد شهری و گاز دفن زباله تولید شد؛ این موضوع بیشتر در مناطقی که صنایع جنگلداری هنوز فعال هستند، مانند بریتیش کلمبیا، انتاریو، استان کبک، آلبرتا و نیوبرانزویک مشاهده شده است.
| ۲۰۱۴  | ۲۰۱۵  | ۲۰۱۶  | ۲۰۱۷  | ۲۰۱۸  | ۲۰۱۹  | ۲۰۲۰  | ۲۰۲۱  | ۲۰۲۲  | ۲۰۲۳  | ۲۰۲۴  |
| ۲٬۶۵۱ | ۲٬۶۳۱ | ۲٬۷۰۰ | ۲٬۷۸۵ | ۲٬۷۹۲ | ۲٬۶۸۵ | ۲٬۶۹۱ | ۲٬۶۹۱ | ۲٬۷۰۰ | ۲٬۷۰۰ | ۲٬۷۰۰ |

#### زیست‌سوخت
زیست‌سوخت اصطلاحی است که معمولاً برای توصیف انرژی‌های زیستی مایع به کار می‌رود و نوعی انرژی تجدیدپذیر است که از مواد زیستی تولید می‌شود. زیست‌توده حاصل از پسماندهای کشاورزی و محصولات زراعی عمدتاً برای تولید زیست‌سوخت استفاده می‌شود. زیست‌سوخت‌ها را می‌توان به دو دسته بر اساس منبعشان تقسیم کرد: زیست‌سوخت‌های اولیه که از مواد طبیعی و فرآوری‌نشده مانند تراشه‌های چوب تولید می‌شوند و زیست‌سوخت‌های ثانویه که از منابع اولیه پردازش‌شده ساخته شده‌اند تا در کاربردهای گسترده‌تری به کار روند (مثلاً اتانول). کانادا به عنوان یکی از تولیدکنندگان اصلی زیست‌سوخت در جهان شناخته می‌شود. کانادا سالانه بیش از ۲۵۰ میلیون لیتر زیست‌سوخت تولید می‌کند. در سال‌های اخیر دولت کانادا شروع به تأمین مالی تحقیقات و توسعه تولید زیست‌سوخت کرده است. در سال ۲۰۱۰، با هماهنگی بین دولت فدرال و استان‌ها، الزام ۵٪ زیست‌سوخت اجرا شد. وزارت کشاورزی کانادا نیز از این بخش حمایت مالی کرده و مبلغ ۱۰ میلیون دلار کانادا را از طریق برنامه فرصت‌های زیست‌سوخت برای تولیدکنندگان (BOPI) اختصاص داده است. این بودجه به توسعه‌دهندگان کمک می‌کند تا سرمایه لازم برای آغاز پروژه‌های زیست‌سوخت را در سراسر کشور فراهم کنند. امروزه، تولید انرژی‌های تجدیدپذیر مانند زیست‌سوخت‌ها سالانه ۲ میلیارد دلار کانادا به اقتصاد کشور کمک می‌کند.
در سال ۲۰۱۱، سوخت‌های فسیلی بخش عمده‌ای از مصرف انرژی کانادا را تشکیل می‌دادند. نفت و گاز طبیعی ۵۶٫۲٪ از کل مصرف انرژی کشور را شامل می‌شدند. کاهش منابع انرژی غیرقابل تجدید و افزایش هزینه‌های آن، کانادا را به سمت یافتن جایگزین‌های پایدار و دوستدار محیط‌زیست سوق داده است. زیست‌سوخت‌ها در مقایسه با سوخت‌های سنتی مزایای متعددی دارند. زیست‌سوخت‌ها انتشار گاز گلخانه‌ای (GHGs) را کاهش داده و همچنین وابستگی به سوخت‌های فسیلی را کم می‌کنند. کانادا با توجه به بخش کشاورزی قوی خود که می‌تواند مقادیر قابل توجهی ماده اولیه زیست‌سوخت تولید کند، موقعیت خوبی برای تبدیل شدن به یکی از تولیدکنندگان برتر زیست‌سوخت در جهان دارد، اگرچه شروع نسبتاً آهسته‌ای در تولید زیست‌سوخت داشته است. کانادا سالانه حدود ۱٫۴ هکتومتر اتانول تولید می‌کند. اجرای قانون حفاظت محیط زیست توسط دولت کانادا در سال ۲۰۰۸ ایجاب می‌کند که بنزین کشور حداقل شامل ۵٪ زیست‌سوخت باشد. همچنین الزامات دیگری وجود دارد که حداقل ۲٪ محتوای زیست‌دیزل در دیزل و نفت گرمایشی را مقرر کرده‌اند. این موضوع نیازمند تولید حداقل ۲ هکتومتر اتانول در سال است و بنابراین در سال‌های آینده افزایش قابل توجهی در تولید اتانول را به دنبال خواهد داشت. این به معنای تولید ۱٫۹ میلیارد لیتر اتانول بیشتر برای پاسخگویی به تقاضا خواهد بود. اتانول در کانادا عمدتاً از غلات تولید می‌شود. ذرت و گندم تقریباً تمام تولید اتانول را تشکیل می‌دهند. استان کبک در حال تغییر مسیر از اتانول تولید شده از ذرت به اتانول سلولزی تولید شده از جنگل‌ها و پسماندهای خانگی است. دولت فدرال برنامه توسعه اتانول را از سال ۲۰۰۸ آغاز کرد تا تولید آن را در سراسر کشور رونق بخشد. یارانه‌هایی به تولیدکنندگان داده شد تا آنها را به ادامه تولید اتانول و کاهش انتشار گازهای گلخانه‌ای ترغیب کند. توسعه‌های بخش زیست‌سوخت تأثیرات مهمی بر اقتصاد کانادا، به ویژه بخش کشاورزی، در سال‌های آتی خواهد داشت، طبق نویسندگان کتابی در سال ۲۰۰۹ با عنوان Biofuels-- at what cost?, که به دلیل نگرانی‌های زیست‌محیطی مانند مصرف آب، استفاده از زمین و از دست رفتن زیستگاه و رواناب نیتروژن، به یارانه‌های چند میلیارد دلاری دولت انتقاد کرده‌اند. نویسندگان نسبت به بررسی‌های دوسالانه دولت دربارهٔ تأثیرات زیست‌محیطی تولید زیست‌سوخت‌ها نیز تردید دارند. آنها پیشنهاد می‌دهند که خودروی برقی و موتورهای با کارایی بالاتر گزینه‌های بهتری نسبت به استفاده از زیست‌سوخت‌ها هستند.